# Suillus lakei
A Suillus lakei é uma espécie de fungo da família Suillaceae. Caracteriza-se pelas distintas fibras marrom-avermelhadas em tufos ou pequenas escamas no píleo e pela presença de um véu lanoso no estipe. Os píleos podem atingir diâmetros de até 15 cm, enquanto os estipes têm entre 6 e 12 cm de comprimento e geralmente 1 a 3 cm de espessura. Na parte inferior do píleo, há um estrato de poros angulares esponjosos de cor amarela a amarela-marrom; esses poros são cobertos por um véu parcial esbranquiçado quando jovens. O S. lakei é um fungo micorrízico e cresce em associação com o abeto-de-douglas, portanto é encontrado onde essa árvore ocorre. Ele é nativo do noroeste da América do Norte, mas foi introduzido na Europa, na América do Sul e na Nova Zelândia. O cogumelo é comestível, mas as opiniões variam consideravelmente quanto à sua qualidade.

## Taxonomia
O micologista americano William Alphonso Murrill originalmente nomeou a espécie Boletinus lakei em homenagem ao micologista E.R. Lake da Universidade do Estado do Oregon. Lake coletou o holótipo em Corvallis, Oregon, no final de novembro de 1907. Mais tarde, Rolf Singer transferiu a espécie para os gêneros Ixocomus e Boletinus em 1940 e 1945, respectivamente. Em sua monografia de 1964 sobre as espécies Suillus da América do Norte, Alexander H. Smith e Harry Delbert Thiers transferiram a espécie para Suillus. Simultaneamente, eles descreveram a variedade pseudopictus de S. lakei que, segundo eles, havia sido identificada erroneamente por colecionadores como Suillus pictus (agora chamada de Suillus spraguei [en]) por causa de seu píleo avermelhado e escamoso. Singer considerou Suillus amabilis como a mesma espécie de S. lakei, mas Smith e Thiers examinaram posteriormente o holótipo de ambos e concluíram que eram espécies distintas. Engel e colegas descreveram uma variedade em 1996, S. lakei var. landkammeri, com base no Boletinus tridentinus subsp. landkammeri descrito pelos micologistas tchecos Albert Pilát e Mirko Svrček em 1949. Os bancos de dados nomenclaturais Index Fungorum e MycoBank a consideram sinônimo de S. lakei. O cogumelo é comumente conhecido na língua inglesa como "suillus pintado do oeste" (western painted Suillus), "Jack fosco" (matte Jack), ou "píleo escorregadio do lago" (Lake's slippery cap).

## Descrição

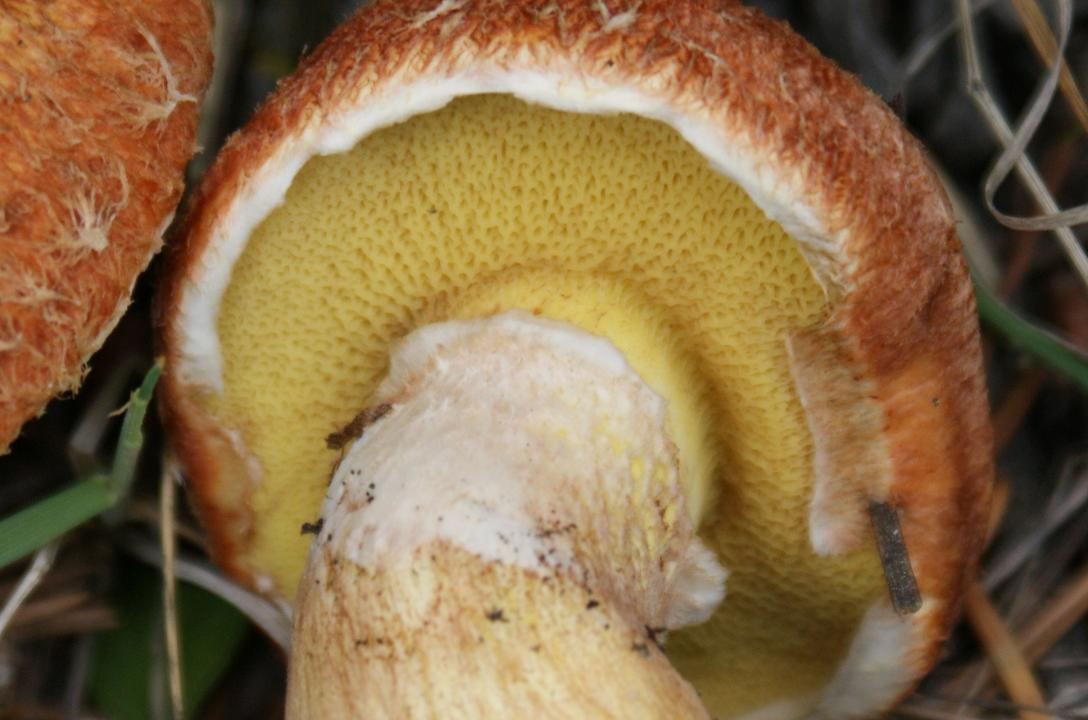
A superfície dos poros de uma amostra jovem.

O píleo da S. lakei tem até 15 cm de diâmetro e é inicialmente convexo, mas se achata um pouco na maturidade. O píleo é carnudo, seco, amarelado a marrom-avermelhado, mas desbota com a idade. É coberto por fibrilas pressionadas para baixo ou escamas minúsculas com tufos no centro, com a carne amarelada visível entre as escamas. Chuvas fortes podem lavar as fibrilas da superfície do píleo, deixando uma camada pegajosa e glutinosa para trás. Os espécimes mais antigos podem ser quase lisos. Restos do véu parcial as vezes ficam pendurados na borda do píleo. A margem do píleo é inicialmente curvada ou enrolada para dentro, mas se desenrola à medida que cresce e, na maturidade, pode ser enrolada para cima.

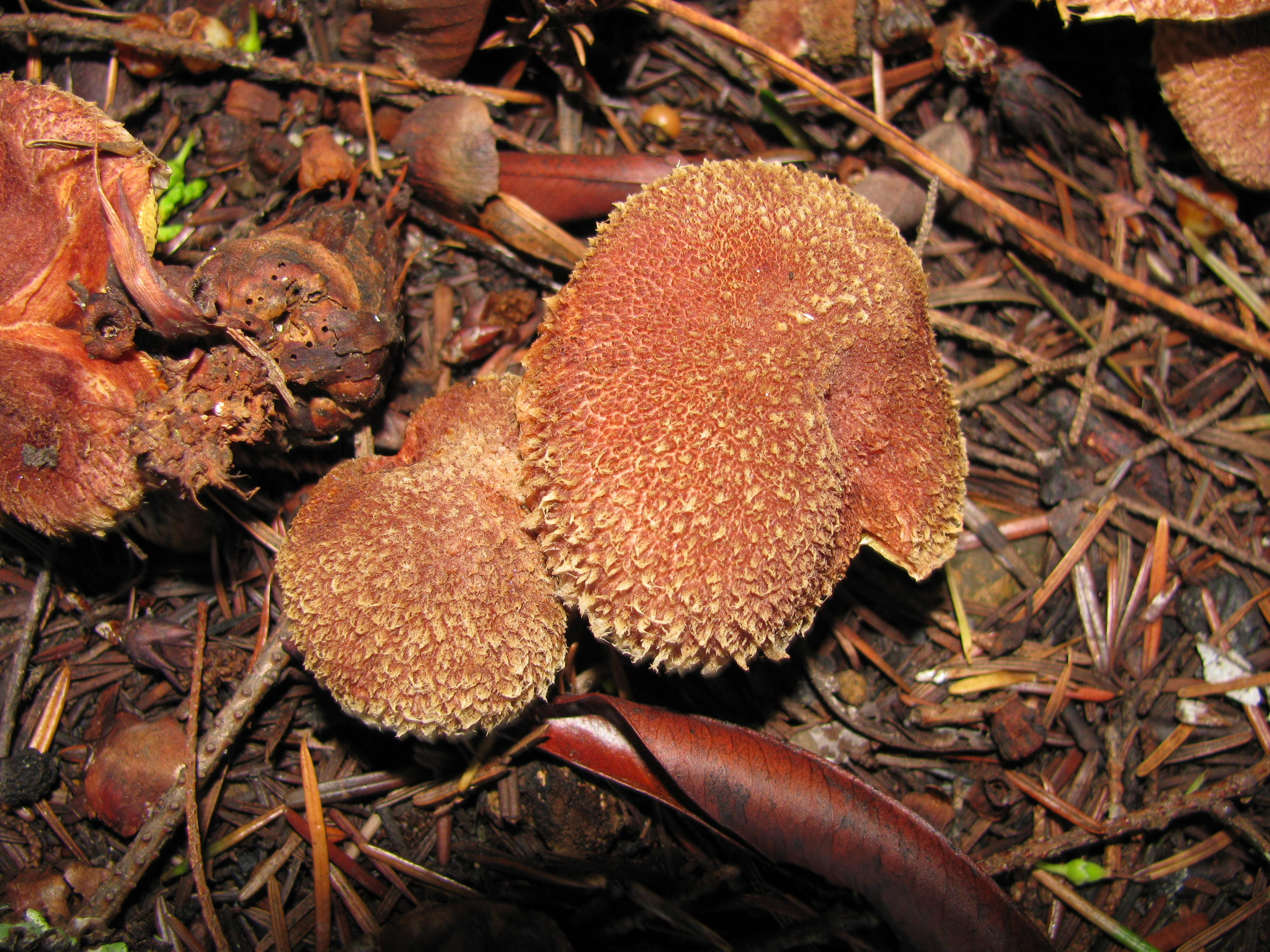
A variedade pseudopictus tem o píleo vermelho e escamas proeminentes.

Os tubos que compõem a superfície dos poros na parte inferior do píleo têm de 5 a 12 mm de profundidade; os poros angulares têm até 2,5 mm de largura e estão dispostos radialmente. A cor dos poros varia de amarelo a amarelo-acastanhado a ocre, e ficam marrons ou marrom-avermelhados quando machucados. Eles são cobertos por um véu parcial em espécimes novas. A carne é espessa, amarela e  ou não muda de cor quando machucada ou quebrada, ou fica vermelho-rosada. O estipe tem de 6 a 12 cm de comprimento e, geralmente, de 1 a 3 cm de espessura, amarelo, às vezes com estrias avermelhadas (particularmente abaixo da zona anelar), e sólido e amarelo por dentro. A espécie geralmente não tem os pontos glandulares no estipe que são característicos de algumas espécies de Suillus. O estipe tem a mesma largura em todo o seu comprimento ou é afunilado para baixo. O tecido da base do estipe pode apresentar uma coloração verde-azulada fraca quando cortado, embora essa reação não seja normalmente aparente em espécimes maduros. O anel é delicado e flocoso (semelhante a tufos de lã) e logo desaparece ou deixa um fino anel esbranquiçado no estipe. A esporada é de cor canela a marrom. A variedade calabrus, encontrada na Itália, tem um píleo amarelo-claro e escamas vermelho-púrpura. A variedade pseudopictus tem um píleo mais vermelho e mais escamoso do que a forma mais comum.
Os esporos são fusiformes a elípticos, têm uma superfície lisa e dimensões de 8-11 a 3-4 μm. Há basídios (células portadoras de esporos) com dois e quatro esporos, em forma de taco, hialinos (translúcidos), com dimensões de 28-36 por 10-12 μm. Os cistídios são abundantes e são encontrados em feixes alinhados ao longo das bocas dos tubos (queilocistídios) ou, mais comumente, isoladamente ao longo das laterais dos tubos (pleurocistídios). Essas estruturas têm paredes finas, são cilíndricas e medem de 48 a 60 por 7 a 9 μm. As escamas na superfície do píleo são compostas por hifas mais ou menos eretas com pontas agrupadas. As fíbulas são raras nas hifas.

### Comestibilidade
O cogumelo Suillus lakei é comestível, embora as opiniões variem consideravelmente quanto à sua qualidade. Ele foi chamado de "excelente", bem como "bastante grosseiro e sem gosto" ou "medíocre". Testes laboratoriais indicam que os cogumelos têm atividade antimicrobiana e contêm alcaloides e taninos.

### Espécies semelhantes
Os cogumelos com aparência semelhante ao S. lakei podem ser distinguidos por suas associações com árvores. Por exemplo, a espécie S. spraguei do leste da América do Norte cresce em associação com o pinheiro-branco (Pinus strobus). O píleo da S. spraguei tem fibrilas vermelhas em um fundo amarelo. S. cavipes e S. ochraceoroseus sempre crescem com larício. S. ponderosus, que cresce em florestas mistas de coníferas, tem um véu gelatinoso. Smith e Thiers observam que é difícil distinguir as duas espécies se S. ponderosus tiver perdido seu véu, uma vez que as cores das espécies se misturam e não podem ser usadas de forma confiável para distingui-las. A S. decipiens tem um píleo que é de laranja a rosa-alaranjado com pelos ou escamas. A S. caerulescens é uma espécie semelhante no oeste da América do Norte; ela pode ser distinguida pela forte coloração azul que se desenvolve quando o estipe é ferido.

## Habitat e distribuição
A Suillus lakei é nativa das Montanhas Rochosas e da parte oeste da América do Norte. Sua área de distribuição se estende para o sul até o México. Os cogumelos crescem solitários ou em grupos no solo, em áreas de coníferas jovens ou em parques gramados. A frutificação ocorre no final do verão e no outono. O S. lakei forma ectomicorrizas com o abeto-de-douglas (Pseudotsuga menziesii), e sua distribuição coincide com a dessa árvore. É uma das espécies de boletos mais comuns encontradas no noroeste de Montana e Idaho. Em um estudo sobre a especificidade do hospedeiro em cultura pura no laboratório, o S. lakei não conseguiu formar ectomicorrizas saudáveis com raízes de Eucalyptus - as hifas estavam cobertas por depósitos semelhantes a mucilagem e pareciam estar colapsadas. Também foi observado que ele prefere solos pobres e expostos, como os encontrados em margens de estradas e locais de acampamentos. Ele pode ser encontrado com frequência com o cogumelo Gomphidius subroseus, outra espécie que se associa ao abeto-de-douglas.
Tanto o abeto-de-douglas quanto o Suillus lakei são espécies não nativas introduzidas na Europa. O fungo foi encontrado em vários países da Europa Central e do Sul após a introdução intencional do abeto-de-douglas, incluindo Bósnia e Herzegovina, Bulgária, República Tcheca, Alemanha, Hungria, Itália, e Eslováquia; foi considerado ameaçado de extinção na República Tcheca. O Suillus lakei também foi relatado na Ilha do Sul da Nova Zelândia, e na América do Sul (Argentina e Chile).